# William Heffernan
William Heffernan (22 de agosto de 1950) es un escritor norteamericano de thrillers, nominado para el premio Pulitzer tres veces.
Dejó el periodismo en 1978, después de recibir su primer contrato por un libro, la novela Broderick. Ha recibido el premio Edgar, y fue una vez presidente de la International Association of Crime Writers. Su novela The Dinosaur Club es un superventas del New York Times.

## Obra
- Broderick (1980)
- Caging the Raven (1981)
- The Corsican (1983)
- Acts of Contrition (1986)
- Blood Rose (serie de Paul Devlin) (1988)
- Ritual (serie de Paul Devlin) (1989)
- Corsican Honor (1991)
- Scarred (serie de Paul Devlin) (1992)
- Tarnished Blue (serie de Paul Devlin) (ganador del Premio Edgar al Mejor libro de bolsillo) (1993)
- Winter's Gold (serie de Paul Devlin) (1995)
- The Dinosaur Club (1997)
- Cityside (1997)
- Red Angel (serie de Paul Devlin) (1999)
- Beulah Hill (2000)
- Unholy Order (serie de Paul Devlin) (2000)
- A Time Gone By (2003)